# Procambridgea ourimbah
Espèce
Procambridgea ourimbah est une espèce d'araignées aranéomorphes de la famille des Stiphidiidae.

## Distribution
Cette espèce est endémique de Nouvelle-Galles du Sud en Australie. Elle se rencontre à Ourimbah.

## Description
La carapace du mâle holotype mesure 2,3 mm de long et son abdomen 1,9 mm de long.

## Étymologie
Son nom d'espèce lui a été donné en référence au lieu de sa découverte, Ourimbah.

## Publication originale
- Davies & Lambkin, 2001 : A revision of Procambridgea Forster & Wilton, (Araneae: Amaurobioidea: Stiphidiidae). Memoirs of the Queensland Museum, vol. 46, p. 443-459 (texte intégral).